# Shutesbury
Shutesbury är en kommun (town) i Franklin County i delstaten Massachusetts, USA. Vid folkräkningen år 2010 bodde 1 800 personer på orten. Den har enligt United States Census Bureau en area på totalt 70,4 km² varav 1,5 km² är vatten.